# Steven Pruitt
Steven Pruitt, född den 17 april 1984, är en amerikansk wikipedian som har gjort fler redigeringar på engelskspråkiga wikipedia än någon annan. Med över tre miljoner redigeringar och över 35 000 skapade artiklar omnämndes han 2017 av tidskriften Time som en av de 25 mest betydelsefulla influerarna på internet. Pruitt redigerar under namnet Ser Amantio di Nicolao. Han har bidragit till att minska bristande representativitet på Wikipedia och främja ökad medverkan av och beskrivning av kvinnor genom projektet "Women in Red".

## Biografi
Pruitt gick ut college 2002 vid St. Stephen's & St. Agnes School i Alexandria, Virginia och har en examen i konsthistoria från College of William & Mary. Vid sidan av sin verksamhet på Wikipedia sjunger han i kören Capitol Hill Chorale samt har ett stort operaintresse – vilket är en orsak till valet av hans användarnamn Ser Amantico di Nicolao som är en biroll i Puccini-operan Gianni Schicchi. Han är kontraktsanställd vid United States Customs and Border Protection där han arbetar med informationshantering.

## Verksamhet på Wikipedia
Pruitt skapade sitt nuvarande konto 2006 mot slutet av sina studier i konsthistoria. Hans första wikipedia-artikel var en:Peter Francisco, en artikel om en portugisisk-född revolutionshjälte känd som "Virginia Giant" vilket är en tidig anfader till Pruitt. I februari 2019 hade Pruitt gjort över tre miljoner redigeringar, fler än någon annan, på engelskspråkiga wikipedia. Under 2015 passerade han wikipedianen Justin Knapp som tidigare hade rekordet för högsta antal redigeringar. Pruitt har bland annat skapat mer än 600 artiklar om kvinnor med ambitionen att minska könsobalansen på Wikipedia. Han hade 2025 gjort närmare 6,5 miljoner redigeringar och skapat över 34 500 artiklar.